# Mera (Burkina Faso)
Pour les articles homonymes, voir Mera.
Mera est une localité située dans le département de Tangaye de la province du Yatenga dans la région Nord au Burkina Faso.

## Géographie
Formant deux villages voisins avec Yaoua, Mera se trouve à 6 km au sud de Tangaye, le chef-lieu du département, et à environ 20 km au sud-ouest de Ouahigouya.

## Histoire
Originaire de la grande famille Kouroumba, les habitants du village de Mera ont presque l'unique nom WEREMI comme patronyme. Une minorité de personnes(une dizaine) porte les noms BELEM et BOUDA.
Dans le royaume du Yatenga, le village de Mera qui tire son nom de «MECA» selon certains témoignages oraux qui signifie "construire ici" est réputé par le pardon et le mysticisme cultuel.

## Économie
L'agriculture, l'artisanat et l'élevage constituent le socle de l'économie des habitants dans le temps. A cela il faut ajouter l'orpaillage et le commerce qui prennent récemment de l'ampleur depuis plus d'une vingtaine d'années.

## Santé et éducation
Le centre de soins le plus proche de Mera est le centre de santé et de promotion sociale (CSPS) de Tangaye tandis que le centre hospitalier régional (CHR) se trouve à Ouahigouya.
L'école de Mera-Yaoua créée en 1989, devenue l'école de Mera en 2013, sert d'établissement d'enseignement primaire publique.